# Храпачёв, Вадим Юрьевич
Вадим Юрьевич Храпачёв  (укр. Вадим Юрійович Храпачов; 24 сентября
1947, Киев — 24 сентября 2017, Киев) — советский и украинский композитор, кинокомпозитор. Заслуженный деятель искусств Украины (2008).

## Биография
Родился 24 сентября 1947 года в Киеве. В 1972 году окончил факультет музыковедения Киевской государственной консерватории (класс Н. Герасимовой-Персидской) по специальности музыковедения, в 1983 году — Одесскую государственную консерваторию по классу композиции (педагог И. Оссеев). Преподавал на кафедре истории и теории музыки Киевского педагогического института. Автор электронных, камерных и симфонических произведений.
Начал работать в кино в 1973 году. Первый фильм — телевизионная многосерийная картина «Старая крепость».
Написал музыку к 49 художественным, 19 мультипликационным и 13 документальным фильмам. Фильмы с его участием являются призёрами многочисленных международных кинофестивалей.

Является автором статьи «Проблемы звуко-зрительного синтеза» (1988 г., Москва, «Вопросы философии, № 2»).

## Смерть
Последние годы жизни имел проблемы с лёгкими, практически не работал. Умер в день своего 70-летнего юбилея 24 сентября 2017 года.

## Композиторская фильмография
1. 1973 — Старая крепость («Комиссар Сергушин»,  «Город у моря»)
2. 1974 — Марина
3. 1974 —  Лжинка, или маленькая ложь и большие неприятности  (короткометражный)
4. 1975 — Ральф, здравствуй! (киноальманах; «Чип», «Боцман»)
5. 1975 — Красный петух плимутрок
6. 1975 — Волны Чёрного моря (Фильм 3. «Катакомбы»)
7. 1977 — Перед экзаменом (телефильм)
8. 1978 — Предвещает победу
9. 1978 — Подпольный обком действует
10. 1979 — Своё счастье  (телефильм)
11. 1979 —  Поездка через город  (киноальманах)
12. 1980 — Мелочи жизни
13. 1981 — Будем ждать, возвращайся (телефильм)
14. 1982 — Семейное дело (телефильм)
15. 1982 — Полёты во сне и наяву
16. 1983 — Поцелуй (телефильм)
17. 1984 — Единица с обманом
18. 1984 — Два гусара (телефильм)
19. 1985 — Володя большой, Володя маленький (телефильм, среднеметражный)
20. 1985 — Прыжок
21. 1986 — Капитан «Пилигрима»
22. 1986 — Одинокая женщина желает познакомиться
23. 1986 — Окно (мультфильм)
24. 1986 — Рядом с вами (телефильм)
25. 1986 — Храни меня, мой талисман
26. 1987 — Процесс (документальный)
27. 1987 — Филёр
28. 1988 — Где ты, мой конь? (мультфильм)
29. 1988 — Автопортрет неизвестного
30. 1988 — Дама с попугаем
31. 1988 — Защитник Седов
32. 1988 — Зов родственного томления
33. 1988 — Правда крупным планом (мультфильм)
34. 1989 — Почему дядюшка Джем хромает? (мультфильм)
35. 1989 — Счастливчик
36. 1990 — Дикий пляж  (телефильм)
37. 1990 — Красное вино победы  (телефильм)
38. 1990 — Повесть непогашенной Луны
39. 1990 — Ребро Адама
40. 1990 — Языкатая Феська (мультфильм)
41. 1991 — Одиссея капитана Блада (СССР, Франция)
42. 1992 — Венчание со смертью (Украина)
43. 1992 — Градус чёрной Луны (Украина)
44. 1992 — Дислокация (документальный, Украина)
45. 1992 — Женщина в море
46. 1992 — Знак тире (документальный, Украина)
47. 1992 — Мелодрама с покушением на убийство (Россия, Украина)
48. 1993 — Голодомор (документальный, Украина)
49. 1993 — Золото партии (Украина)
50. 1993 — Кобзарь (документальный, Украина)
51. 1993 — Марш живых (документальный, Украина, Германия)
52. 1993 — Бобе-майсес (мультфильм) Украина)[3]
53. 1994 — День рождения Юлии (мультфильм,  Украина)
54. 1995 — Буква Гимел (мультфильм,  (Украина)
55. 1995 — Первая любовь (Россия, Германия)
56. 1997 — E=mc2 (мультфильм, Украина, Франция)
57. 1998 — Две луны, три солнца (Россия, Украина)
58. 1998 — Синяя шапочка (мультфильм)
59. 1999 — Как у нашего Омеличка небольшая семеечка (мультфильм, Украина)
60. 2000 — Настройка инструментов / пол. Strojenie instrumentów[4] (мультфильм, Польша)
61. 2004 — Ночь светла (Россия, Украина)
62. 2004 — Игры взрослых девочек (Россия, Украина)
63. 2005 — Золотые парни (Россия, Украина)
64. 2006 — Кровавый круг (телесериал, Россия, Украина)
65. 2006 — Назови своё имя по буквам (документальный, Украина, США)[5]
66. 2008 — Райские птицы (Украина, Россия)
67. 2009 — Дот (Россия, Украина)

## Признание и награды
- 1998 — МКФ «Стожары» в Киеве (Приз за лучшую музыку к фильму «E = mc2»)
- 2008 — Заслуженный деятель искусств Украины[2]